# Медиевистика
Медиеви́стика (от лат. medius — средний и лат. aevum — век, эпоха) — раздел исторической науки, изучающий историю европейского Средневековья. В более широком, но в менее употребительном смысле медиевистика изучает историю этого периода и других регионов. Специалистов по истории Средних веков называют медиевистами.

## История медиевистики
Становление медиевистики связывается с работами историков-гуманистов эпохи Возрождения (в частности, Флавио Бьондо считается первым, кто выделил Средневековье как самостоятельный период европейской истории). В XVIII веке усилиями историков и философов эпохи Просвещения медиевистика становится научной дисциплиной. В это время в широкий научный оборот вводится термин «феодализм». Критикуя просветителей, Эдмунд Берк, Жозеф де Местр, Юстус Мёзер и другие исследователи сформировали романтическое направление, идеализирующее средневековье.
Начиная с XIX века медиевистика начинает изучаться всё более активно. Одним из первых медиевистов, начавших систематическое изучение социально-экономической истории, был Франсуа Гизо. В XIX веке велась активная археографическая деятельность — было опубликовано множество крупных сборников письменных источников. Тремя ведущими направлениями в медиевистике во второй половине XIX века были историко-правовое направление, политическое (было распространено в основном в Германии) и позитивистское. В этот период также появился марксистский подход к исследованию средневековья, однако до начала XX века он оставался слабо представленным в научной среде.
В XX веке в медиевистике, как и во всей исторической науке, происходит переход от преимущественного исследования политических событий к изучению человека прошлого. В 1929 году медиевист Марк Блок и специалист по позднему средневековью и раннему Новому времени Люсьен Февр начали издание журнала «Анналы экономической и социальной истории», вокруг которого сложилась школа «Анналов». Под влиянием школы «Анналов» в медиевистике возникли такие новые направления, как тотальная история, микроистория, история ментальностей. Кроме того, появились исследования в духе «новой социальной истории» и психоистории. Ю. Л. Бессмертный, впоследствии профессор РГГУ, в журнале «Вопросы истории» № 1 за 1984 г. отмечал: «Уже более полувека французская медиевистика задает в западноевропейской историографии тон в разработке теоретических проблем феодализма. Объясняется это не только тем, что среди французских медиевистов прошедшего полустолетия фигурировали такие крупные ученые, как М. Блок, Л. Февр, Ф. Бродель, Ш. Ланглуа, Ш. Сеньобос, Ф. Лот, Ж. Кальмет и др., но и тесной связью многих медиевистических трудов этого периода с анализом общих проблем исторического процесса и исторического познания. Особую роль сыграли в этом отношении Блок и Февр, которые, отправляясь от своих специальных исследований по истории средневековья, разработали ряд методологических и методических подходов, решающим образом повлиявших на формирование т. н. школы „Анналов“». Кущ Т. В. отмечала, что «французская медиевистика XX в. стала своеобразным полигоном, где формировались новые методологические направления».
Медиевистика в СССР добилась определенных успехов в исследовании социально-экономических вопросов и средневековой культуры. Согласно закрепившемуся в советское же время мнению, становление советской медиевистики произошло не сразу после революции, а в 1930—1940-е годы.
Как отмечала Н. А. Хачатурян: «Процесс формирования и освоения новой философии отечественной медиевистикой датируется условно 1970-ми гг., будучи подготовленный внутренними импульсами творческого обновления марксизма, начиная с явления так называемой оттепели 1960-х гг. в политической и творческой жизни страны». Как полагал К. Ф. Штеппа, благодаря сильной когорте «старых» специалистов именно медиевистам удалось сохранить традиции российской науки в университетском образовании и исследовательской работе в советское время. По мнению постсоветской исследовательницы А. В. Шаровой, в СССР «в конце 30-х годов медиевистика находилась в несколько привилегированном положении по сравнению с другими историческими дисциплинами. Она не была объявлена реакционной как византиноведение, не понесла такого профессионального урона как востоковедение, не являлась опасно актуальной и политизированной как новейшая история Запада или отечественная история в целом». Е. А. Косминский в 1928 году отмечал, что в СССР «разработка вопросов средневековой истории сосредотачивается вокруг двух главных центров — московского и ленинградского, каждый из которых выявил совершенно самостоятельную и своеобразную исследовательскую физиономию»; московская медиевистика, занималась изучением социально-экономической, в основном аграрной проблематики, а «ленинградская школа сосредоточилась преимущественно на вопросах религиозной и культурной истории западного средневековья». Отцами-основателями советской медиевистики указывают Н. П. Грацианского, А. И. Неусыхина, Е. А. Косминского, С. Д. Сказкина и других.
О. В. Ауров и соавт. отмечали, что «застойное» время в СССР «характеризовалось глубоким кризисом отечественной исторической науки, едва ли не наиболее явно проявившимся именно в сфере изучения истории западноевропейского Средневековья. Уходили в прошлое титаны советской медиевистики, ученые, формирование научных взглядов которых происходило еще до революции 1917 г. и в первое послереволюционное десятилетие, — С. Д. Сказкин, А. И. Неусыхин, А. Д. Люблинская и другие. Самим фактом своего существования и образом жизни они связывали советскую медиевистику с традицией русской дореволюционной школы… Теперь наследие этой школы, давшей миру П. Г. Виноградова, Л. П. Карсавина, Н. П. Оттокара, О. А. Добиаш-Рождественскую (разумеется, приведенный перечень ни в коей мере не претендует на исчерпывающую полноту), стало органичной частью прошлого русской исторической науки».
Проф. МГУ Игорь Филиппов замечает, что «продукция советских, да и постсоветских медиевистов на Западе почти или вовсе неизвестна, а поэтому не оказывает влияния на историографический процесс».
Окончание средневековья, отождествленного в советское время с периодом господства феодального производства, было продлено до второй половины XVIII века, вехой между ним и Новым временем считалась Великая французская революция.

## Центры изучения медиевистики/Средневековья
В настоящее время во многих учебных заведениях мира существуют центры изучения Средневековья (англ. Centres/Centers for Medieval Studies), как правило, являясь частью университета или какого-либо иного научного или исследовательского центра проблем истории. Среди выдающихся из общего списка:
- Центр изучения Средневековья, Бангор при Бангорском университете (Официальный сайт Архивная копия от 3 сентября 2014 на Wayback Machine)
- Центр изучения Средневековья, Берген при Университете Бергена (Официальный сайт)
- Центр изучения Средневековья, Бристоль при Бристольском университете (Официальный сайт)
- Центр изучения Средневековья, Фордхэм при Фордхемском университете (Официальный сайт)
- Центр изучения Средневековья, Фрайбург при Фрайбургском университете (Официальный сайт)
- Институт изучения Средневековья, Лидс при Лидском университете (Официальный сайт)
- Центр изучения Средневековья, Миннесота при Университете Миннесоты (Официальный сайт)
- Центр изучения Средневековья, Йорк при Университете Йорка (Официальный сайт)
- Центр изучения Средневековья, Карлов университет при Карловом университете и Академии наук Чехии (Официальный сайт)
- Центр изучения Средневековья, Сидней при Университете Сиднея (Официальный сайт)
- Магистерский центр изучения Средневековья, Рединг при Университете Рединга (Официальный сайт)
- Центр изучения Средневековья, Пеннсильвания при Пенсильванском университете (Официальный сайт)
- Автономный институт изучения Средневековья при Университете Торонто (Official site)
- Центр изучения Средневековья, Торонто при Университете Торонто (Официальный сайт)
- Научно-учебная лаборатория медиевистических исследований в Москве при НИУ ВШЭ (Официальный сайт)